# Tradescantia
- Commons
- Wikispecies

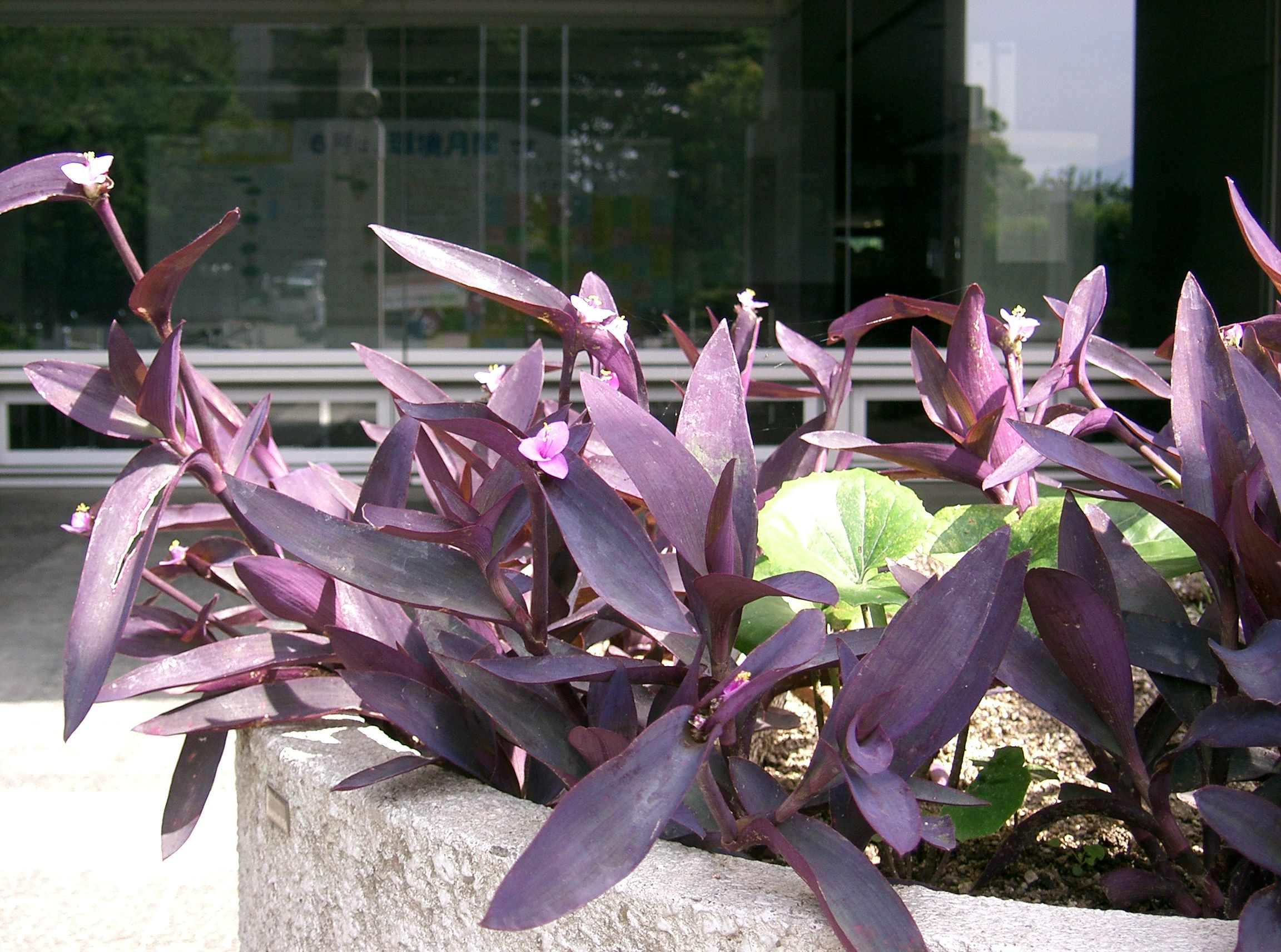
Tradescantia pallida Purpurea

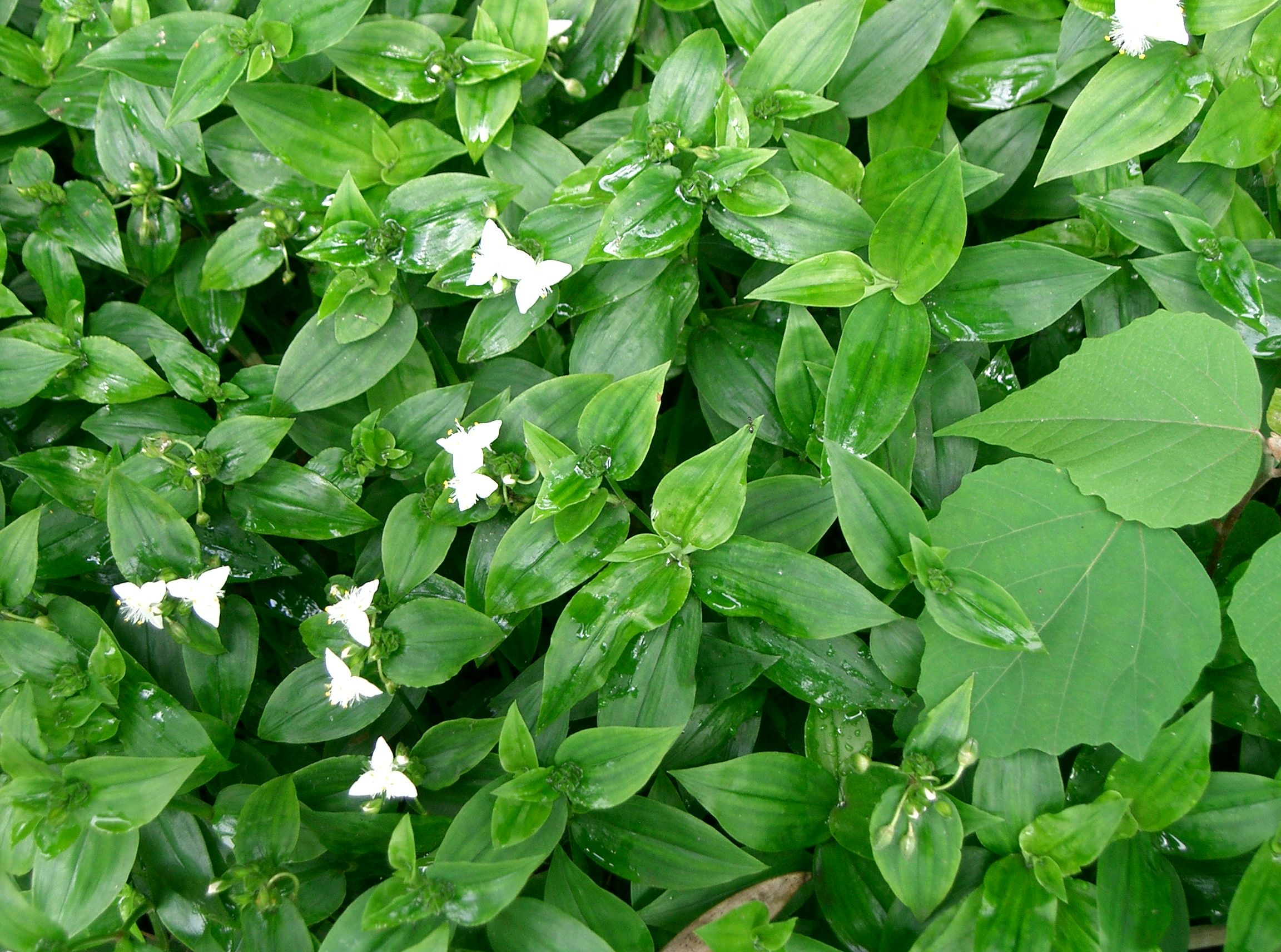
Tradescantia fluminensis

Tradescantia L. é um género botânico pertencente à família Commelinaceae.

## Sinonímia
| - Campelia Rich. - Cymbispatha Pichon - Mandonia Hassk. - Neomandonia Hutch. - Neotreleasea Rose | - Rhoeo Hance - Separotheca Waterf. - Setcreasea K. Schum. & Syd. - Treleasea Rose - Zebrina Schnizl. |

## Espécies
- Tradescantia ×andersoniana W. Ludwig et Rohweder
- Tradescantia bracteata Small ex Britt.
- Tradescantia brevifolia (Torr.) Rose
- Tradescantia buckleyi (I.M. Johnston) D.R. Hunt
- Tradescantia crassifolia Cav.
- Tradescantia crassula Link & Otto
- Tradescantia ×diffusa Bush
- Tradescantia edwardsiana Tharp
- Tradescantia ernestiana E.S. Anderson et Woods.
- Tradescantia fluminensis Vell.
- Tradescantia gigantea Rose
- Tradescantia hirsuticaulis Small
- Tradescantia hirsutiflora Bush
- Tradescantia humilis Rose
- Tradescantia leiandra Torr.
- Tradescantia longipes E.S. Anderson et Woods.
- Tradescantia occidentalis (Britt.) Smyth
- Tradescantia ohiensis Raf.
- Tradescantia ozarkana E.S. Anderson et Woods.
- Tradescantia pallida (Rose) D.R. Hunt
- Tradescantia paludosa E.S. Anderson et Woods.
- Tradescantia pedicellata Celarier
- Tradescantia pinetorum Greene
- Tradescantia reverchonii Bush
- Tradescantia roseolens Small
- Tradescantia spathacea Sw.
- Tradescantia subacaulis Bush
- Tradescantia subaspera Ker-Gawl.
- Tradescantia tricolor Hort. ex C.B.Clarke
- Tradescantia tharpii E.S. Anderson et Woods.
- Tradescantia virginiana L.
- Tradescantia wrightii Rose et Bush
- Tradescantia zanonia (L.) Sw.
- Tradescantia zebrina hort. ex Bosse
- Lista completa

A planta Tradescantia pallida, a popular coração-roxo, ajuda no controle da qualidade do ar - é o biomonitoramento.

## Classificação do gênero
| Sistema | Classificação                     | Referência               |
| ------- | --------------------------------- | ------------------------ |
| Linné   | Classe Hexandria, ordem Monogynia | Species plantarum (1753) |